# Verband Deutscher Privatschulverbände
Der Verband Deutscher Privatschulverbände e. V. (VDP) vertritt freie Bildungseinrichtungen, die in der frühkindlichen, allgemeinen und beruflichen Bildung, in der Erwachsenenbildung, im Bereich Arbeitsmarktdienstleistungen und Weiterbildung sowie im tertiären Bereich (Fachhochschulen und Hochschulen) tätig sind. Neben einer Bundesgeschäftsstelle in Berlin ist der Verband über zehn Landesverbände und Geschäftsstellen bundesweit vertreten. Im Mittelpunkt der Aktivitäten des VDP steht das Ziel der Stärkung der gesellschaftspolitischen, rechtlichen und wirtschaftlichen Rahmenbedingungen für das freie Bildungswesen.
Der Verband setzt sich für Pluralität und qualitätsfördernden Wettbewerb im Bildungswesen ein. Er sichert das Grundrecht zwischen unterschiedlichen pädagogischen Konzepten, Bildungsangeboten sowie Bildungsanbietern wählen zu können. Der VDP ist der älteste – 1901 gegründete – Privatschulverband Deutschlands und bindet seine Mitglieder weder weltanschaulich, konfessionell noch parteilich. Zusammen mit den beiden konfessionellen Privatschulverbänden, dem Bund der Freien Waldorfschulen, dem Bundesverband der Freien Alternativschulen e.V. und der Internate Vereinigung e. V. bildet der VDP die Arbeitsgemeinschaft Freier Schulen (AGFS).

## Leistungsspektrum
Der VDP vertritt durch hauptamtliche Mitarbeiter in der Bundesgeschäftsstelle und in den Landesverbänden sowie durch ehrenamtliche Unterstützer die Interessen seiner Mitglieder und des freien Schulwesens. Der VDP unterhält enge Kontakte zu Politikern, Ministerien und obersten Behörden. Er pflegt einen regelmäßigen Austausch zu anderen Verbänden, Organisationen und wissenschaftlichen Einrichtungen. Zur Unterstützung in juristischen Fragen, werden die Mitgliedsschulen laufend über aktuelle Entscheidungen der Gesetzgebungsinstanzen und der zuständigen Gerichte informiert. Die bildungs- und arbeitsmarktpolitischen Aktivitäten des VDP konzentrieren sich nicht nur auf Länder- und Bundesebene, sondern orientieren sich zum Beispiel auch an Verfahren und Vorgaben des Europäischen Parlaments und der  EU-Kommission in Brüssel. Der VDP beobachtet das internationale Bildungsgeschehen, berichtet über bildungspolitische Projekte und unterstützt freie Bildungseinrichtungen bei ihren internationalen Kooperationen.
Der VDP unterstützt die Bemühungen seiner Mitgliedsschulen um höchstmögliche Qualität. Er hat daran mitgewirkt, die für industrielle Fertigung entwickelten Qualitätsnormen nach DIN EN ISO 9000 ff. auf das Bildungswesen zu übertragen. In den Fachgruppen des Dachverbandes und Arbeitsgremien der Landesverbände haben alle Mitglieder die Möglichkeit, sich zu informieren, Inhalte mitzugestalten und wichtige Kontakte zu knüpfen. Auch mit den Fördermitgliedern findet ein regelmäßiger Austausch statt. Die Öffentlichkeitsarbeit erfolgt durch die Pressestelle. Jedes Jahr im November veranstaltet der VDP einen mehrtägigen Bundeskongress. In Foren, Workshops, Podiumsdiskussionen und Fachgruppensitzungen werden aktuelle politische und fachspezifische Themen behandelt. Zu aktuellen Bildungsthemen veranstaltet der Dachverband und seine Landesverbände Fachseminare, Fortbildungen und wissenschaftliche Symposien.

## Vorstand und Geschäftsführung
- Präsidentin: Dagmar Mager, Institut für Bildung und Beratung Dresden, seit 2024
- Vizepräsidenten: Dr. Florian Huber, Isar-Schulen / Huber-Schulen München; Steffen Kilian, Oskar Kämmer Schule gGmbH; Dr. Sebastian Messer, Kolping-Bildungswerk Württemberg
- Vorstandsmitglieder: Assol Urrutia-Grothe, Freie Schule Pankower Früchtchen gGmbH, Berlin; Arndt Paykowski, WIPA Wirtschaftsschule Essen
- Ehrenpräsidenten: Michael Büchler, Pädagogium Baden-Baden; Dr. Klaus Vogt, Kolping-Bildungswerk Württemberg, Stuttgart; Joachim Böttcher, Braunschweig
- Bundesgeschäftsführerin: Ellen Jacob

## Landesverbände
- VDP Baden-Württemberg, Stuttgart
- VDP Bayern, München
- VDP Berlin/Brandenburg, Berlin
- VDP Hessen, Rheinland-Pfalz, Saarland, Wiesbaden
- VDP Niedersachsen/Bremen, Hannover
- VDP Nord (Hamburg, Schleswig-Holstein, Mecklenburg-Vorpommern), Schwerin
- VDP Nordrhein-Westfalen, Düsseldorf
- VDP Sachsen/Thüringen, Leipzig
- VDP Sachsen-Anhalt, Magdeburg